# لامپ نیمو

ارقام یک لامپ مدل BA0000-P31، که نشان‌دهنده سوختگی صفحه‌نمایشی عدد ۰ است.

لامپ خلاء نیمو (به انگلیسی: Nimo) با کاربردی از روش لامپ‌های کوچک پرتوی کاتدی (CRT) بود که برای نمایشگرهای عددی استفاده می‌شده که توسط مهندسان الکترونیک صنعتی (IEE) در میانه‌های دهه ۱۹۶۰ ساخته شد. این لامپ دارای ده تفنگ الکترونی با شابلون‌هایی بود که پرتوهای الکترونی را به صورت شمارگانی شکل می‌داد.

## ویژگی‌ها
لوله نیمو بر اساس ویژگی مشابه کاراکترون کار می‌کند، اما از طراحی بسیار ساده‌تری در آن استفاده شده‌است. نیموها به عنوان نمایشگرهای تک شماره ای ساده یا چهار یا شش رقمی با استفاده از یک سیستم انحراف مغناطیسی افقی ویژه در نظر گرفته شدند. مدار محرک این لوله با داشتن تنها سه نوع الکترود (یک رشته حرارتی فیلامان (کاتد)، یک آند و ده شبکه کنترل‌کننده «Control grid» مختلف)، بسیار ساده بود و از آنجایی که تصویر روی صفحه شیشه ای پخش می‌شد، دید وسیع تری نسبت به مثلاً لامپ‌های نیکسی می‌داد که نیمو سعی داشت جایگزین این نوع لامپ شود.
لوله به ۱۷۵۰ ولت جریان مستقیم (DC) برای آند و همچنین ۱٫۱ ولت برای رشته‌های فیلامان نیاز دارد، همچنین به یک تکنیک بایاس کاتدی برای رشته‌های فیلامان نیاز داشته که نمایش یک شمارگان را در مجراهای لامپ روشن و خاموش می‌کند و اجازه می‌دهد تا لوله‌های نمایشگر دچار هم‌تافتی شوند و مدار رابط را ساده‌تر کنند.
تولیدکننده لوله آلمانی تلفن‌کن سعی کرد یک کپی بدون مجوز از طرح را با شماره XM1000 بفروشد، اما در سال ۱۹۶۹ توسط شکایت IEE مجبور شد تمام لامپ‌های ساخته شده را از بین ببرد. فقط شمار کمی از آنها به جا ماندند که هنوز برچسبی برای بیشتر آنها وجود ندارد.

## بیشتر بخوانید..
- کاراکترون، یکی دیگر از نمایشگرهای شمارشی مبتنی بر روش شابلونی